# Hjälmmossa
Hjälmmossa (Conostomum tetragonum) är en bladmossart som beskrevs av Lindberg 1863. Hjälmmossa ingår i släktet Conostomum och familjen Bartramiaceae. Arten är reproducerande i Sverige. Inga underarter finns listade i Catalogue of Life.